# ＃ババババンビ
#ババババンビは、日本の女性アイドルグループ。2020年結成。所属事務所はゼロイチファミリア。所属レーベルはキングレコード。

## 概略
モデル、タレント、グラビアアイドルを多く擁する芸能事務所・ゼロイチファミリアの事務所初のアイドルグループとして、吉沢朱音、岸みゆ、小鳥遊るい、池田メルダ、研究生の「名前はまだない」の5名で結成された。
2020年3月2日、水湊みおが加入。
お披露目ライブのフライヤー時点では「名前はまだない」が正規メンバーとなる予定だったが、その後に辞退と発表され、5名で活動を開始。
後述のように、当初予定された時期にはお披露目デビューライブは中止となり叶わなかったが、その当日であった2020年3月27日を公式的にはデビュー日としている。
2021年2月25日、近藤沙瑛子、宇咲が加入。
2023年5月24日、吉沢朱音、池田メルダが卒業。
2024年3月14日、神南りな、千星真穂、一ノ瀬こひなが加入。
2024年7月29日、体調不良で療養中だった水湊みおが回復の見通しが立たないため卒業。
2025年2月6日、一ノ瀬こひな・千星真穂が脱退。
グループ名の由来は漢字で「馬馬馬小鹿」を意味する造語。コンセプトは「馬鹿騒ぎ」。

## メンバー
| 名前        | よみ            | 生年月日               | 出身地       | 身長     | 担当カラー | キャッチフレーズ                    | ファンネーム | 備考              |
| ----------- | --------------- | ---------------------- | ------------ | -------- | ---------- | ----------------------------------- | ------------ | ----------------- |
| 岸 みゆ     | きし みゆ       | 2001年2月13日（24歳）  | 埼玉県       | 145 cm   | 赤         | 一家に一台脚立は必需品              | 騎士団       |                   |
| 小鳥遊 るい | たかなし るい   | 1997年10月24日（27歳） | 三重県       | 151 cm   | 白         | 腐女子の天使 学級委員長             | るいとも     |                   |
| 近藤 沙瑛子 | こんどう さえこ | 1997年7月1日（28歳）   | 熊本県       | 149 cm   | 紫         | 小型ぽんこつ 無口サラブレッド       | 犬           | 2021年2月25日加入 |
| 宇咲        | うさ            | 2003年4月27日（22歳）  | 神奈川県     | 156 cm   | 桃         | スパルタ子役 ド天然毒りんご         | うさぎぐみ   | 2021年2月25日加入 |
| 神南 りな   | かんなみ りな   | 2000年11月6日（24歳）  | 宮城県塩竈市 | 161.3 cm | みどり     | シンプル 素朴 ナチュラル ゲラゴボウ |              | 2024年3月14日加入 |

### 元メンバー
| 名前          | よみ            | 生年月日               | 出身地             | 身長     | 担当カラー | キャッチフレーズ                      | ファンネーム   | 在籍期間                     | 備考                                |
| ------------- | --------------- | ---------------------- | ------------------ | -------- | ---------- | ------------------------------------- | -------------- | ---------------------------- | ----------------------------------- |
| 吉沢 朱音     | よしざわ あかね | 1997年7月2日（28歳）   | 福岡県             | 162 cm   | 黄         | 魔法使っても時間は戻らない            | あかねこぐらし | 2020年1月 - 2023年5月24日    |                                     |
| 池田 メルダ   | いけだ メルダ   | 2000年2月6日（25歳）   | 埼玉県             | 163 cm   | 緑         | 口から生まれた ポジティブマシンガン   | メルファミ     | 2020年1月 - 2023年5月24日    |                                     |
| 水湊 みお     | みなと みお     | 1997年6月10日（28歳）  | 福岡県             | 162 cm   | 青         | 真面目に華麗に空回り 悩み無限大       | みおもんズ     | 2020年3月2日 - 2024年7月29日 |                                     |
| 千星 真穂     | ちせ まほ       | 2003年10月11日（21歳） | 鹿児島県           | 158 cm   | 黄色       | 熱血 ナイーブ デメキン チョコチップ   |                | 2024年3月14日 - 2025年2月6日 |                                     |
| 一ノ瀬 こひな | いちのせ こひな | 2007年3月19日（18歳）  | 静岡県田方郡函南町 | 157.5 cm | オレンジ   | 巣ごもり ヤモリ パラサイト 無罪にゃー |                | 2024年3月14日 - 2025年2月6日 | 2024年6月、制コレ24メンバーに選出。 |

## 年譜

### 2020年
- 1月30日、結成[3]。
- 1月31日、同年3月27日にデビューライブが決定する[12]。
- 3月2日、水湊みおが加入[4]。
- 3月27日、デビューライブが新型コロナウイルスの影響で中止となる[15]。
- 7月6日、初の対バンライブへ参加[16]。これが初ライブとなる。
- 7月17日、B.L.T9月号から連載企画が開始されることが発表される[17]。
- 8月9日、EX THEATER ROPPONGIで行われた六本木アイドルフェスティバル2020より、入場SE「ファンファーレ」が角田信朗とのコラボレーションバージョンとなる[18]。
- 8月21日・22日、21日・22日限定でSHIBUYA109にて#ババババンビのポップアップショップ「POP UP SHOP in SHIBUYA109渋谷店B1F DISPbikkur」が開催される[19]。

### 2021年
- 2月25日、同年3月15日より近藤沙瑛子、宇咲が加入した7人体制で活動していくことを発表[6][20]。
- 3月27日、東京・Veats Shibuyaにて1年越しのデビューライブをおこなった[21]。出演した番組で約束した矢口真里から花が贈られ話題となる[21]。
- 7月27日、1stアルバム「強く儚い大馬鹿者たち」をリリース[22]。
- 8月8日、KT Zepp Yokohamaにて、自主企画ライブ「#馬馬馬馬鹿者祭」とワンマンライブ「#大馬鹿者祭」を開催[23]。

### 2022年
- 8月、TIFアイドル総選挙2022で優勝[24]。布袋寅泰『バンビーナ』を公認カバーしたことでも話題となる[25]。
- 10月22日、 サミー×原哲夫作品第三弾として開発が決定した「ぱちんこ いくさの子織田三郎信長伝」では第2弾タイアップアーティストとして選ばれ「DE・A・RU・KA!!!」がタイアップ楽曲となった。第1弾タイアップアーティストはケツメイシの「UTAGE」が選出。

### 2023年
- 4月8日、東京ドームシティホールでの4大都市全国ツアー「馬鹿騒ぎ天下布武」の最終公演にてキングレコードからのメジャーデビューを発表[5][26]。
- 4月23日、新メンバーを公募によって募集するオーディションを5月より開催することを発表[27]。しかし、最終的に結果は「該当者なし」となりメンバー追加は行わないこととなった。
- 4月24日、吉沢朱音と池田メルダが、5月24日の単独公演をもってグループを卒業することが発表された[7][28]。この卒業を巡って、当初は後日の発表を予定していたが、ライブ制作請負会社が一部のプレイガイドに卒業公演チケット公開日時を誤って伝えてしまい、販売情報が掲載されたことから（後に非公開化）、前倒しで発表する形となった[29][30]。
- 5月24日、同日開催の卒業記念公演を以て吉沢朱音と池田メルダがグループを卒業[31]。
- 8月6日、「TIFアイドル総選挙2023」において、2024年3月14日に日本武道館での単独公演開催を発表[32]。
- 8月8日、翌月にシングルを発売することを発表、この報告をもってキングレコード所属となる[33]。
- 9月27日、シングル『ゲイシャフジヤマ』をリリース、メジャーデビューを果たす[34]。

### 2024年
- 1月11日、同年3月をもって現体制での活動終了を発表[35]。
- 3月14日、日本武道館にてワンマンライブ「馬鹿騒ぎ天下統一'24」を開催[8]。また、その公演中に新メンバーとして神南りな、千星真穂、一ノ瀬こひなの3名が登場し、加入を発表[8]。新体制[注 2]のお披露目は4月14日より始まるライブツアー「#HASHTAG JAPAN TOUR 2024 東名阪」を予定していることを同時に発表した[8]。
- 3月31日、体調不良により水湊が当面の間、活動を休止することを発表[36]。
- 7月29日、療養中だった水湊の回復の見通しが立たず、本人との話し合いの末、同日付での卒業を発表[37]。

### 2025年
- 2月6日、一ノ瀬こひな・千星真穂がそれぞれ「方向性の違い」「本人の意向」を理由に脱退[11]。
- 8月19日、近藤沙瑛子が喉の手術を行ったことを報告[38]。

## 作品

### ディスコグラフィ

#### 配信楽曲
| #  | 配信開始日     | タイトル                         | 作詞              | 作曲                | 形態     |
| -- | -------------- | -------------------------------- | ----------------- | ------------------- | -------- |
| 1  | 2020年7月29日  | ばばばばんびずむ~!               | minamo/吉沢朱音   | 浅場佳苗            | シングル |
| 2  | 2020年7月29日  | 恋のキャンディ                   | minamo/吉沢朱音   | 浅場佳苗            | シングル |
| 3  | 2020年8月5日   | 無重力ランナー                   | 吉沢朱音          | KOJI oba            | シングル |
| 4  | 2020年8月5日   | ハナビガタリ                     | 吉沢朱音/小島奏   | KOJI oba            | シングル |
| 5  | 2020年9月23日  | SOS! Summer                      | 吉沢朱音          | KOJI oba            | シングル |
| 6  | 2020年12月7日  | ー私心伝心ー                     | 吉沢朱音/小島奏   | 細井健太/KOJI oba   | シングル |
| 7  | 2021年2月2日   | 青春ギルティ                     | DJ金魚/吉沢朱音   | 涼木シンジ/KOJI oba | シングル |
| 8  | 2021年2月2日   | アイノハナ                       | 小島奏/吉沢朱音   | 涼木シンジ/KOJI oba | シングル |
| 9  | 2021年5月19日  | 星形                             | 頓宮秀人          | 頓宮秀人/KOJI oba   | シングル |
| 10 | 2021年6月8日   | カノン                           | 吉沢朱音          | KOJI oba            | シングル |
| 11 | 2021年7月5日   | Clover                           | YOSHIHIRO         | YOSHIHIRO/KOJI oba  | シングル |
| 12 | 2021年7月29日  | 恋するうさぎちゃん最強伝説       | 小島奏            | KOJI oba            | シングル |
| 13 | 2021年10月4日  | マイノリティ                     | 頓宮秀人          | 頓宮秀人/KOJI oba   | シングル |
| 14 | 2021年11月15日 | バカになって好きって言うだけ     | ヤマモトショウ    | ヤマモトショウ      | シングル |
| 15 | 2021年11月15日 | 常勝MY GAME                      | 西村京祐          | 西村京祐/KOJI oba   | シングル |
| 16 | 2022年3月8日   | キスしてほしい                   | 東乃カノ/小島奏   | 宮崎京一/KOJI oba   | シングル |
| 17 | 2022年6月16日  | うましか超                       | KOJI oba/小島奏   | KOJI oba            | シングル |
| 18 | 2022年6月30日  | なんたって冒険中!                | amazuti           | amazuti/KOJI oba    | シングル |
| 19 | 2022年6月30日  | とぅーまっそ                     | 小島奏            | KOJI oba            | シングル |
| 20 | 2022年7月18日  | ネモフィラBLUE                   | 出口遼            | 湯原聡史/KOJI oba   | シングル |
| 21 | 2022年8月31日  | 4060                             | 春乃みかく        | 湯原聡史/KOJI oba   | シングル |
| 22 | 2022年11月4日  | パーティ!                        | ヤマモトショウ    | ヤマモトショウ      | シングル |
| 23 | 2022年11月30日 | ティーンエイジャー・シンドローム | amazuti           | amazuti/KOJI oba    | シングル |
| 24 | 2023年7月26日  | ミカンセイ                       | 湯原聡史          | 湯原聡史/KOJI oba   | シングル |
| 25 | 2024年9月18日  | chu-chu-love                     | MUTEKI DEAD SNAKE | MUTEKI DEAD SNAKE   | シングル |
| 26 | 2024年10月23日 | やりなおしデート                 | ヤマモトショウ    | ヤマモトショウ      | シングル |

#### シングルCD
| # | 発売日        | タイトル           | 規格品番   | 収録楽曲                                | 備考 |
| - | ------------- | ------------------ | ---------- | --------------------------------------- | --- |
| 1 | 2020年8月21日 | はじまりのはじまり | HSRCD-0001 | 1. ばばばばんびずむ~! 2. 恋のキャンディ | |
| 2 | 2023年9月27日 | ゲイシャフジヤマ   | KICM-2142  | 1. ゲイシャフジヤマ 2. あのねのね       | - 「#通常盤」 - 「#初回限定盤」KICM-92142 （「ゲイシャフジヤマ」Music Video収録Blu-ray付き） - 「#バババ盤」NMAX-1420 （M-2:「BPM180」、イベント参加券付き） |

#### アルバムCD
| # | 発売日        | タイトル             | 規格品番   | 収録楽曲 | 備考 |
| - | ------------- | -------------------- | ---------- | --- | ---- |
| 1 | 2021年7月27日 | 強く儚い大馬鹿者たち | HSRCD-0006 | 1. ばばばばんびずむ～! (7人ver.) 2. 恋のキャンディ (7人ver.) 3. 無重力ランナー (7人ver.) 4. 青春ギルティ (7人ver.) 5. アイノハナ (7人ver.) 6. ー私心伝心ー (7人ver.) 7. カノン 8. SOS! Summer (7人ver.) 9. ハナビガタリ (7人ver.) |      |
| 2 | 2022年3月27日 | バババーバ・バーババ | HSRCD-0008 | 1. 星形 2. Clover 3. 恋するうさぎちゃん最強伝説 4. マイノリティ 5. 常勝MY GAME 6. バカになって好きって言うだけ 7. キスしてほしい 8. とぅーまっそ 9. なんたって冒険中!                                                             |      |

#### タイアップ
- 「ミカンセイ」 - 映画『放課後アングラーライフ』主題歌

### 写真集
- #ババババンビ ビジュアルフォトブック「夢の先」（2024年4月3日、東京ニュース通信社、ISBN 978-4-86701-828-6）

### デジタル写真集
- ヤングジャンプ特別編集 #ババババンビのすすめ（2022年9月30日、集英社）

## メディア出演
※＃ババババンビとしての出演のみ記載。メンバー個人の出演については、各メンバーの項目を参照。

### テレビ番組
- @JAM ONLINE FESTIVAL 2020 完全版スペシャル!!「Futureステージ　完全版スペシャル!! DAY1」（2020年12月11日 、日テレプラス）
- #ヤバババンビ 初の地上波特別編!不安だらけの水泳大会開幕!（2022年9月29日、テレビ東京）
- それいけ!#オダイバンビ（2022年10月7日、フジテレビ）※TIFアイドル総選挙2022 1位ご褒美冠特番
- ゼロイチファミリアは褒められたい（2023年2月24日・2024年7月24日・8月21日、毎日放送）
- 歌のサンセット（2023年10月13日、テレビ東京）[39]
- 京都マラソン2024 みんなが主役“縁の下のチカラめし”（2024年2月23日、毎日放送）[40][41]

### ラジオ番組
- #ババババンビって言えると!? RADIO（2020年10月6日 - 2021年3月30日、InterFM897）

### WEB番組
- 矢口真里の火曜The NIGHT（2020年8月26日[42]、2021年3月24日[43]、3月31日、ABEMA）
- #ヤバババンビ（2022年4月15日 - 2024年3月29日、U-NEXT（Paravi））[44]

### 雑誌連載
- B.L.T.「#ババババンビのデデデデビューまでの道 バンビの産声〜Road to ババババースデー〜」→「#馬と鹿」（2020年9月号 - 、東京ニュース通信社）